# Karel Ardelt
Karel Ardelt (* 28. Januar 1889 in Písek, Königreich Böhmen; † 14. Februar 1978 in Prag) war ein tschechoslowakischer Tennisspieler und Architekt.

## Tenniskarriere
Ardelt nahm 1920 am Tenniswettbewerb der Olympischen Sommerspiele in Antwerpen teil. Im Einzel unterlag er zum Auftakt Alfred Beamish in drei Sätzen. Im Doppel trat er mit seinem Landsmann Ladislav Žemla an. Sie besiegten in der ersten Runde ein belgisches Paar, bevor sie gegen Brian Norton und Louis Raymond in drei Sätzen verloren. Schon bei den Olympischen Spielen 1912 war er als Teil der böhmische Delegation für das Turnier gemeldet, spielte dort letztlich aber nicht. Seine letzte Turnierteilnahme ist aus dem Jahr 1927 überliefert.
1921 und 1922 spielte Ardelt in den ersten beiden Begegnungen für die tschechslowakische Davis-Cup-Mannschaft überhaupt. Er verlor alle seiner fünf Matches.
Karel Ardelt wurde in der späteren Überlieferung häufig mit Karel Robětín verwechselt oder sie wurden für dieselbe Person gehalten. Grund dafür waren die ähnliche Namen und die sehr nah aneinanderliegenden Geburtsdaten. Außerdem waren ursprünglich beide für die Olympischen Spiele 1912 gemeldet, ehe Ardelt doch nicht dort spielte. Die zeitgenössischen Medien verwechselten die Namen häufiger, was zu Verwirrungen führte.  

## Leben
Ardelt studierte Architektur an der Tschechischen Technischen Universität Prag. Er lebte in Černošice, in der Nähe von Prag, wo er einige Tennisplätze entwarf. Außerdem war er für den Bau des Stadion Letná mitverantwortlich, das bis heute als Stadion von Sparta Prag dient. Seit Mitte der 1920er Jahre widmete sich Ardelt der Tennistheorie und war Autor zahlreicher Fachartikel, insbesondere in der von ihm herausgegebenen Monatszeitschrift Stolní tenis a tenis (deutsch: Tischtennis und Tennis). Im Jahr 1935 veröffentlichte er seine Publikation Kterak se naučím hráti tennis dříve než druzí (deutsch:Wie kann ich vor anderen Tennis spielen lernen?) und 1948 deren lose Fortsetzung Tennis.
1964 erhielt Ardelt den Verdienstorden „Auszeichnung für Verdienste um die Entwicklung der tschechoslowakischen Leibeserziehung und des Sports“ der III. und II. Klasse. Anlässlich seines 75. Geburtstags wurde ihm auch die Ehre der I. Klasse zuteil.
Ardelt war verheiratet und hatte zwei Söhne. Er starb mit 89 Jahren in Prag.

## Werke
- Karel Ardelt: Kterak se naučím hráti tennis dříve než druzí. Prag 1936.
- Karel Ardelt: Tennis (Kterak se naučím hráti tennis dříve než druzí). Hrsg.: Ministerstvo školství a osvěty. Prag 1948.